# 8011 Saijokeiichi
8011 Saijokeiichi este un asteroid din centura principală de asteroizi.

## Descriere
8011 Saijokeiichi este un asteroid din centura principală de asteroizi. A fost descoperit pe 29 noiembrie 1989 la Kitami de Kin Endate și Kazuro Watanabe. Asteroidul prezintă o orbită caracterizată de o semiaxă mare de 2,62 ua, o excentricitate de 0,16 și o înclinație de 1,6° în raport cu ecliptica.